# Даніелє Манін
Даніелє Манін (італ. Daniele Manin) (Венеція, 13 травня, 1804 — Париж, 22 вересня 1857) — італійський політичний та громадський діяч патріотичного спрямування епохи Рісорджименто.

## Життєпис
Народився у Венеції, у сім'ї П'єтро та Анни Марії Беллотто, що мала єврейське коріння. Дід Даніелє був адвокатом єврейського походження. Під час перехрещення — переходу у католицизм вони отримали прізвище хрещеного батька Лодовіко Манін, що був родичем останнього дожа Венеції та правив у період 1789—1797 рр.

## Освіта
Вивчав право в Падуї (Падуанський університет). Після закінчення університету став адвокатом і оселився у Венеції.
Даніелє Манін був поліглотом і володів венеційською млвою, латиною, грецькою, французькою, німецькою та івритом.

## Політична діяльність
У другій половині 1840-х рр. патріотичні настрої в Італії і Венето зросли. На хвилі цих протестних настроїв Даніелє Манін виступив з обґрунтованою критикою дій уряду Австрійської імперії у Північній Італії.
Наприкінці 1847 року він подав у Ломбардську генеральну конгрегацію клопотання про надання Венеції самоврядування. Але члени конгрегації дотримувались офіційної політики імперії. Заборонні дії конгрегації не забарилися. Даніеля Манін арештували 18 січня 1848 року, а вже через місяць ув'язнення в краї розпочалися визвольні протестні рухи (у Венеції і в Мілані) і мешканці міста примусили австрійського губернатора звільнити Маніна.

## Республіка Сан-Марко у Венеції

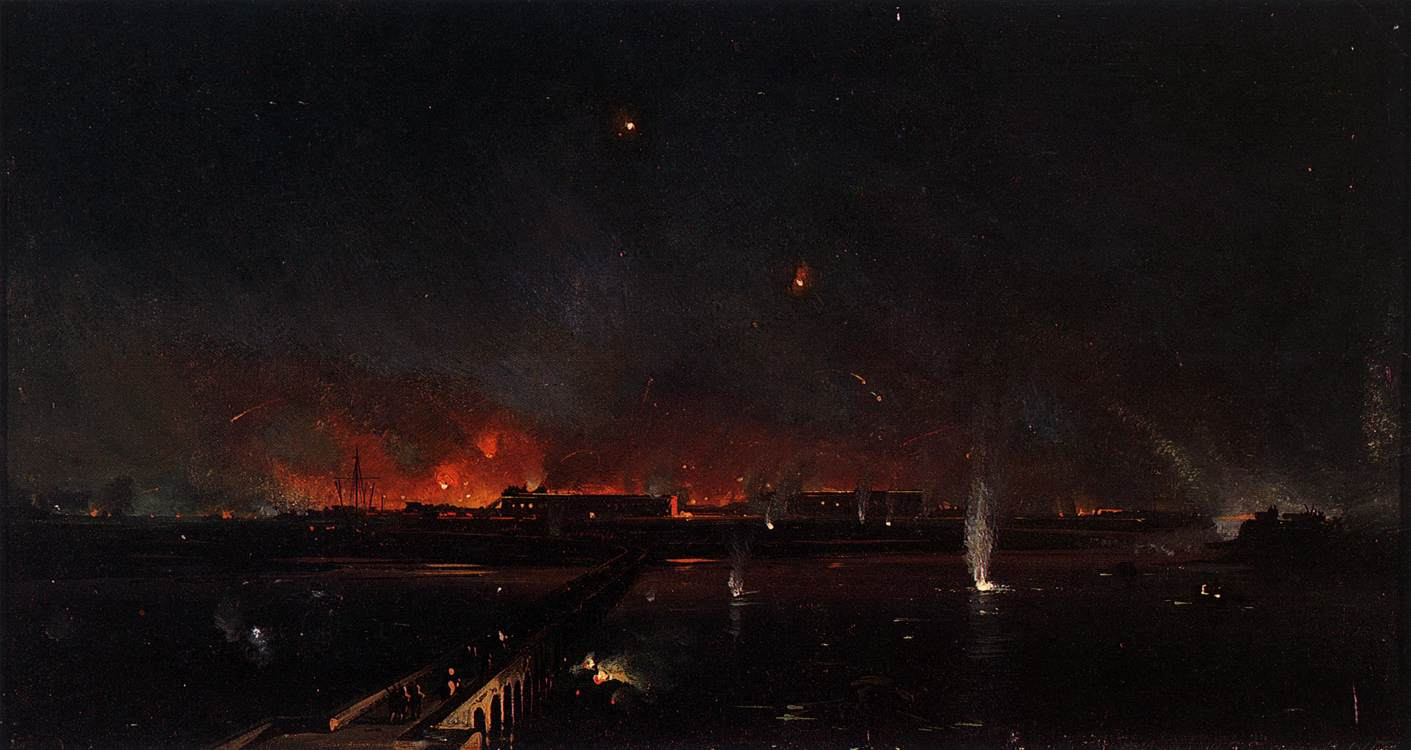
Іпполіто Каффі. «Бомбардування форту Магера венеційських повстанців австрійськими імперськими вояками в ніч 24 травня 1849 року». Інтернаціональна галерея новітнього мистецтва (Венеція)

Даніелє Манін по звільненню закликав до звільнення від Австрійської імперії. 27 березня 1848 р. було оголошено про заснування венеційської Республіки Сан-Марко. Профранцузьки налаштований Манін не прагнув поєднання з П'ємонтом і королем Савойського дому, розраховуючи на підтримку уряду Франції. Під політичним тиском у новому уряді він поступився більшості і пішов на з'єднання краю під проводом короля П'ємонту за умови створення єдиної Італії в майбутньому. Поєднані сили П'ємонту зазнали поразки від австрійських вояків під Кустоцою і сардинський уряд уклав перемир'я з австріяками за умови збереження колоніальної влади Австрії у Ломбардії і Венеції. У Венеції це розцінили як зраду і намагалися покарати смертю комісарів-представників П'ємонту. Їх життя врятував своєю владою Манін, хоча був на боці розгніваних венеційських патріотів. Відбулись народні збори зі створенням нового уряду (тріумвірат) на чолі з Даніелє Манін.
Виявив себе непоганим організатором. Австрійці взяли Венецію у облогу, венеційці відповіли створенням власної гвардії, до котрої приєднався художник Іпполіто Каффі. Завдяки організаційним діям тріумвірату венеційці витримали австрійську облогу. У березні 1849 року вояки П'ємонту програли австрійцям під Новарою, на що венеційці оголосили спротив за всяку ціну, а Манін отримав повноваження диктатора.
Рішучий наступ австрійців дозволив захопити форт Магеру і в травні 1849 р. австріяки розпочали бомбардування самої Венеції. В місті була помітна нестача продовольства та розпочалася епідемія різних хвороб. Стан в місті був безнадійним, а допомоги не було ні від кого. Під тиском обставин уряд Маніна 24 серпня 1849 року був примушений прийняти капітуляцію за умов еміграції всіх керівників республіки. Данілє Манін, генерал Гульєльмо Пепе та члени уряду відбули у еміграцію французьким човном.

## Смерть
Даніелє Манін помер під час еміграції у Франції 22 вересня 1857 року. Після входження Венеції і Венето до складу королівства Італія його прах перевезли з Франції у Венецію та урочисто перепоховали в північній частині собору св. Марка. Це було перше поховання в соборі міста за останні триста років. позаяк поховання в соборі були заборонені.

## Родина
Одружився 1824 року із Терезою Періссінотті, котра померла 1849 року. Мав сина Джорджо (1831—1882).
Листувався із Джузеппе Мадзіні.